# Otto Lueger

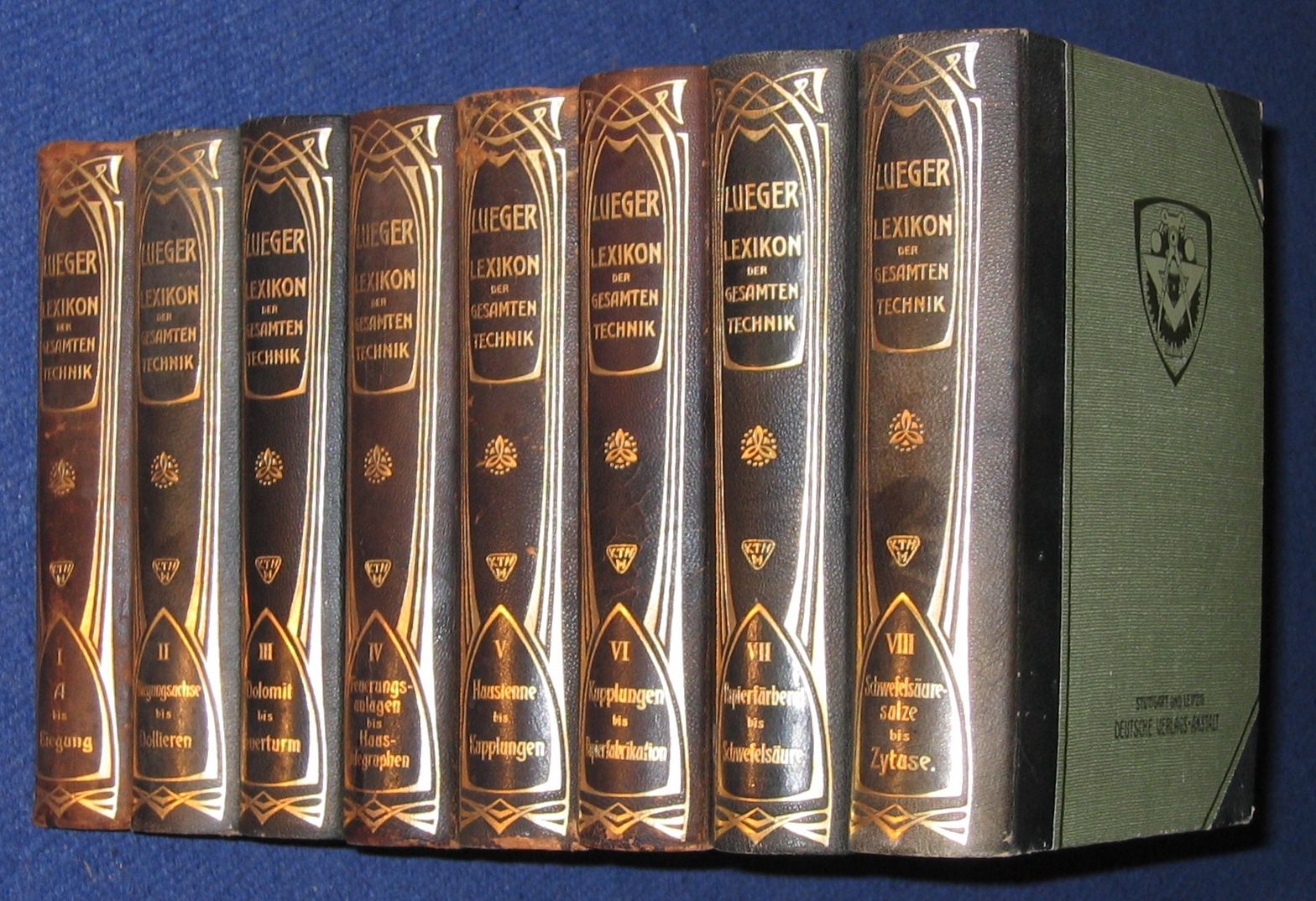
Lexikon der gesamten Technik, andra upplagan 1904

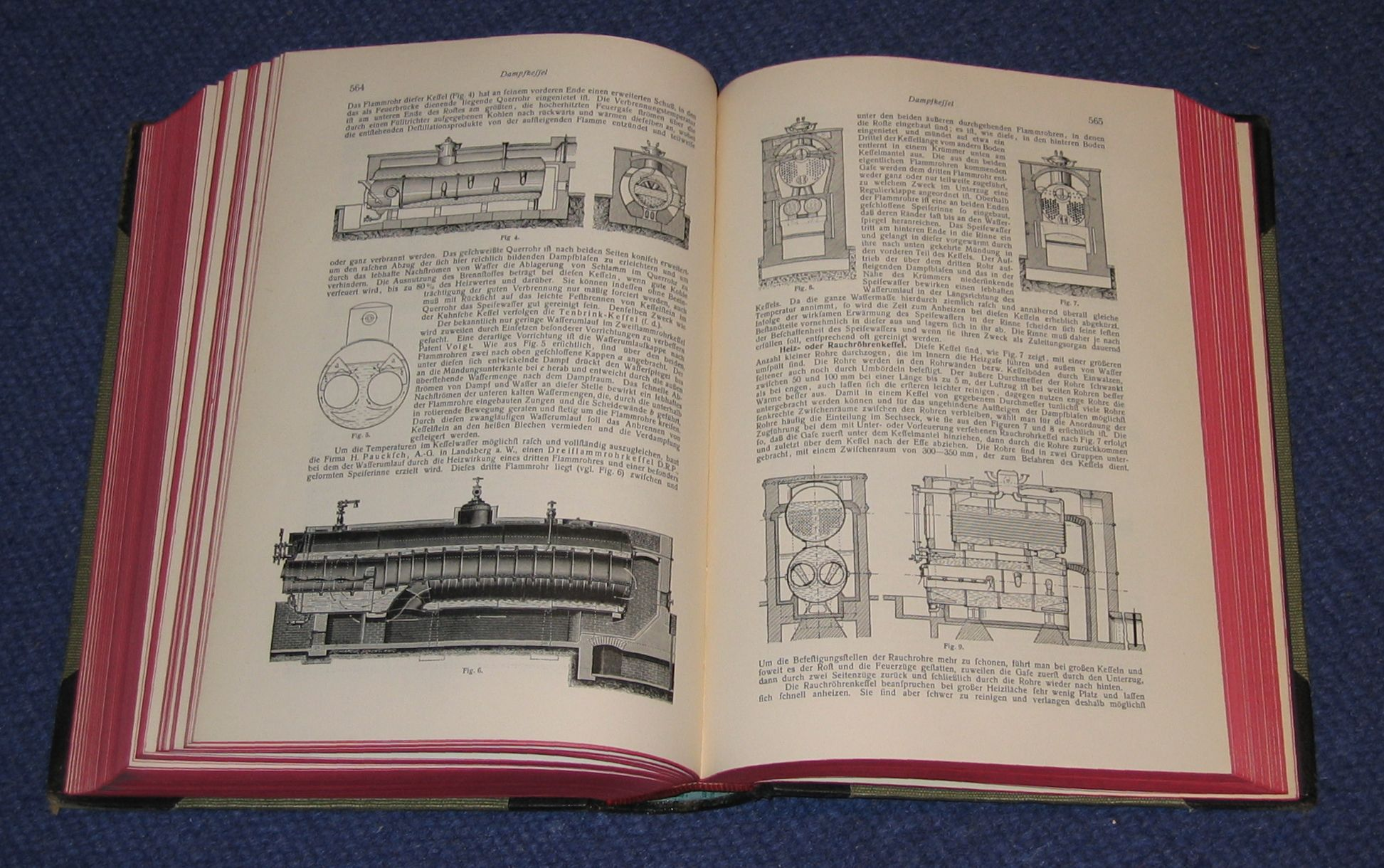
"Dampfkessel" (ångpanna), Lexikon der gesamten Technik, andra upplagan 1904

Otto Lueger, född 13 oktober 1843 i Tengen, Baden, död 2 maj 1911 i Stuttgart, var en tysk ingenjör.
Lueger utbildade sig till ingenjör samt blev 1895 e.o. och 1903 ordinarie professor i vattenbyggnad vid tekniska högskolan i Stuttgart. Han författade bland annat Die Wasserversorgung der Städte (1890-95) och utgav "Lexikon der gesamten Technik und ihrer Hilfswissenschaften" (sju band, 1894-99; andra upplagan i åtta band 1904-10).